# Ньо
Ньо (пом. 1828) — шостий володар королівства Тямпасак.
Був сином короля В'єнтьяну Анувонґа. 1819 року Анувонґ узяв участь у придушенні повстання в сусідньому королівстві Тямпасак, на чолі якого стояв харизматичний чернець, який змусив тамтешнього короля Маної тікати до Бангкока. Військо В'єнтьяну очолив Ньо, який швидко придушив заворушення. Оскільки на той момент король Тямпасаку помер, Рама II, правитель Сіаму, призначив новим королем саме Ньо. Таким чином Анувонґ зумів узяти два з трьох лаоських королівств під свій контроль.
Ньо приєднався до повстання проти сіамської влади, яке організував його батько 1826 року. Зокрема він командував військом, що мало на меті захоплення Убона. Втім повстання невдовзі було придушено та, як наслідок королівство В'єнтьян припинило своє існування, а Ньо потрапив у полон і був вивезений до Бангкока, де й помер 1828 року.
Новим королем Тямпасаку, цілковито залежного від Сіаму, став Хуай, син віцекороля Унґи, вбитого 1781 року за наказом сіамського короля Таксина.